# Choco Crossies

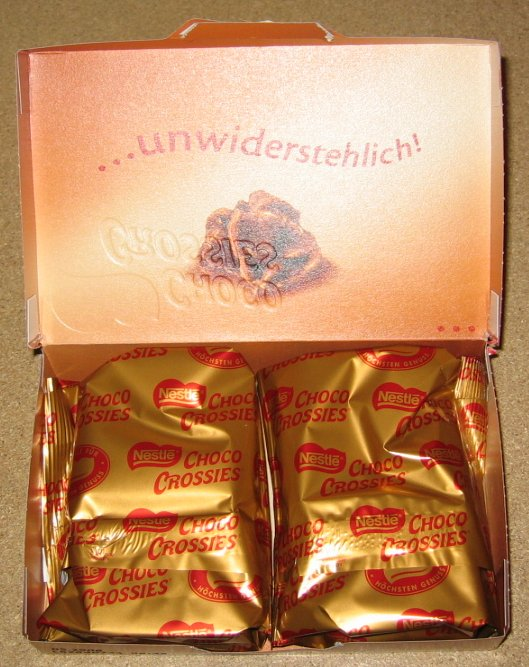
Geöffnete Verpackung 2006

Choco Crossies ist eine Markenbezeichnung für industriell hergestellte Konfekte aus mit Schokolade überzogenen Cornflakes und Mandeln. Sie wurden 1968 von Rowntree Macintosh in der Bundesrepublik Deutschland eingeführt, seit der Übernahme 1989 werden sie von Nestlé hergestellt.
In der DDR wurde ein Nachahmerprodukt mit Knäckebrotsplittern an Stelle von Cornflakes angeboten, die Zetti Knusperflocken. Auch in Westdeutschland und im wiedervereinten Deutschland waren und sind mehrere Nachahmerprodukte erhältlich.
2016 betrug die Füllmenge des Produktes nur noch 150 Gramm (2 × 75 g). Damit wurde seit 2010 bei gleichbleibendem Preis die Menge von 200 über 180 und 160 auf nun 150 Gramm reduziert und somit eine verdeckte Preiserhöhung durchgeführt. Bei der Sorte Crunchy Salted Charamel besteht der Inhalt nur noch aus 2 × 70 g.